# Municipio de Cieszanów
El municipio de Cieszanów es un municipio urbano-rural de Polonia, ubicado en el distrito de Lubaczów del voivodato de Subcarpacia. Su capital es la ciudad de Cieszanów. En 2006 tenía una población de 7258 habitantes.
El municipio comprende, además de la ciudad de Cieszanów, los pueblos de Chotylub, Dąbrówka, Dachnów, Folwarki, Gorajec, Kowalówka, Niemstów, Nowe Sioło, Nowy Lubliniec, Stary Lubliniec y Żuków.
Limita con la capital distrital Lubaczów y los municipios de Horyniec-Zdrój, Lubaczów, Narol, Obsza, Oleszyce y Stary Dzików.